# Almási Gábor (agrárökonómus)
Almási Gábor (Csákvár, 1923. augusztus 9. – Gödöllő, 1968. május 10.) agrárökonómus, egyetemi tanár, a mezőgazdasági tudományok kandidátusa (1963).

## Életpályája
1944-ben szerzett oklevelet a Keszthelyi Gazdasági Akadémián, majd 1947-ben gazdasági tanári vizsgát tett. 1944 – 1946 között tisztviselő volt, majd 1946-tól a mezőgazdasági szakoktatásban dolgozott. 1950-től a Földművelésügyi Minisztériumban volt főelőadó. 1945-től a gödöllői Agrártudományi Egyetemen volt adjunktus, majd docens. 1967-től az agrárgazdaságtani tanszék vezetője. 1968-ban egyetemii tanárrá nevezték ki.
Gödöllőn hunyt el 45 évesen, 1968. május 10-én.

## Munkássága
Több tudományos egyesületnek is tagja volt. Kutatómunkája főleg a mezőgazdaság gépesítésének, a mezőgazdaság műszaki fejlesztésének, kemizálásának ökonómiai kérdéseire irányult. Széles körű kutatásszervező tevékenységet fejtett ki. Több szakközleménye, jegyzete, tankönyve jelent meg.

## Főbb munkái
- Állami gazdaságok ellenőrzése (társszerzőkkel, Budapest, 1961)
- Élelmiszertermelés és fogyasztás (társszerzőkkel, Budapest, 1961)
- A termelőszövetkezetek közgazdasági problémái Fejér megyében (Budapest, 1963)
- A műszaki forradalom és a mezőgazdaság (Erdős Sándorral, Budapest, 1966)
- A mezőgazdaság műszaki fejlesztésének üzemgazdasági vonatkozásai (Budapest, 1968)